# بطولة باوليستا 1919
بطولة باوليستا 1919 ، نظمته APEA (Associação Paulista de Esportes Atléticos)، كان الموسم الثامن عشر من دوري كرة القدم الأعلى في ساو باولو. فاز باوليستانو باللقب للمرة السابعة. وكان هداف البطولة هو آرثر فريدينرايش لاعب نادي إيبيرانجا برصيد 26 هدفًا.